# Leif GW om: Blattarna som byggde Sverige
Leif GW om: Blattarna som byggde Sverige är en svensk dokumentärserie vars första säsong består av 3 avsnitt. Serien har premiär på TV4, TV4 Play och C More den 2 mars 2020. Serien är utvecklad utifrån en originalidé av kriminologen Leif G.W. Persson, som också fungerar som programledare för programmet.
Denna serie följdes upp av Leif GW om: en fristående dokumentärserie som handlade om Svenska Akademien, svenska kärnvapenprogrammet, bordellhärvan och Geijeraffären

## Handling
Leif GW om: Blattarna som byggde Sverige handlar om den av staten initierade arbetskraftsinvandringen efter andra världskrigets slut och människorna som sökte sig till Sverige för ett bättre liv. I programmet berättar bland annat ett trettiotal kända svenskar om sina erfarenheter.

## Medverkande (i urval)
- Leif G.W. Persson
- Amelia Adamo
- Salvatore Grimaldi
- Dragomir Mrsic
- Theodor Kallifatides
- Alexandra Pascalidou